# Kingsclear 6
Kingsclear 6 är ett reservat i Kanada.   Det ligger i provinsen New Brunswick, i den sydöstra delen av landet, 700 km öster om huvudstaden Ottawa.
I omgivningarna runt Kingsclear 6 växer i huvudsak blandskog. Runt Kingsclear 6 är det mycket glesbefolkat, med 7 invånare per kvadratkilometer.